# (396) Aeolia
(396) Aeolia ou (396) Æolia  est un astéroïde de la ceinture principale découvert par Auguste Charlois le 1er décembre 1894.